# Ordem do Leão de Zähringer
A Ordem do Leão de Zähringer foi um título honorífico instituído por Carlos I de Baden em 26 de Dezembro de 1812, em memória dos duques de Zähringen de quem era descendente.

## Classes
Tinha cinco classes:
- Cavaleiro da Grã-Cruz
- Comendador, Primeira Classe
- Comendador, Segunda Classe
- Cavaleiro, Primeira Classe
- Cavaleiro, Segunda Classe